# Podologia
Podologia (do grego poua, podoa [pé] + logos [tratado] + ia) ou podiatria é a disciplina que se refere ao estudo dos pés do ponto de vista da sua anatomia e patologia.
No Brasil a profissão de podólogo está regulamentada desde 2018 mediante aprovação da PLC 151/2015. Com a lei, pode ser exercida mediante realização de curso superior ou técnico na área, havendo uma exceção para aqueles que já atuavam na área como pedicuros e calistas há mais de cinco anos.